# Szukając siebie (film 2000)
Szukając siebie (ang. Finding Forrester) – amerykański film fabularny z 2000 roku w reżyserii Gusa Van Santa, z Robem Brownem i Seanem Connerym w rolach głównych. Zdjęcia kręcono w Nowym Jorku, Toronto i Hamilton.
Obraz miał swoją premierę 1 grudnia 2000 w Beverly Hills. Do masowej dystrybucji w Ameryce wszedł 12 stycznia 2001. W Polsce zaczęto go wyświetlać w salach kinowych 23 marca 2001.

## Fabuła
Jamal Wallace jest ciemnoskórym nastolatkiem z Bronxu, utalentowanym zarówno literacko  jak i sportowo (koszykówka). Któregoś dnia, w niezwykłych okolicznościach poznaje bliżej starszego mężczyznę (Forrestera) mieszkającego w pobliżu. Stopniowo zbliżają się do siebie na niwie literackiej. Starszy mężczyzna ukrywa pewną tajemnicę. Staje się mentorem Jamala,  młodzieniec pomaga natomiast Forresterowi pokonać opory, które powstrzymywały go od kontaktu ze światem zewnętrznym.

## Obsada
W filmie wystąpili, m.in.:
- Rob Brown jako Jamal Wallace
- Sean Connery jako William Forrester
- Fahrid Murray Abraham jako prof. Crawford
- Anna Paquin jako Claire
- Busta Rhymes jako Terrell
- April Grace jako Pani Joyce
- Michael Pitt jako Coleridge
- Matt Damon jako Sanderson
- Gerry Rosenthal jako przemawiający student
- Glenn Fitzgerald jako Massie
- Jay Hernández jako asystent Danny'ego Wolfa
- Gus Van Sant jako asystent bibliotekarza

## Nagrody i nominacje (wybrane)
Międzynarodowy Festiwal Filmowy w Berlinie 2001
- Nagroda Gildii Niemieckich Kin Arthousowych[4]
- Złoty Niedźwiedź udział w konkursie głównym (nominacja)

Satelity 2001
- Złoty Satelita dla najlepszego aktora w dramacie Sean Connery (nominacja)

Czarne Szpule 2001
- Najlepszy drugoplanowy aktor kinowy Rob Brown (nominacja)